# Videokunst
Die Videokunst ist eine Form der Medienkunst, die sich der Projektion als Medium der künstlerischen Aussage bedient. Die Videokunst entstand in den frühen 1960er-Jahren in Deutschland und Amerika.

## Geschichte
Der Begriff bezieht sich darauf, dass die Künstler mit Videotechnik arbeiten, also Videos im Rahmen einer Videoinstallation oder in Form einer Videoskulptur präsentieren. Dabei wird entweder die Technik selbst thematisiert und die Möglichkeiten des Mediums ausgelotet, oder der Bildschirm wird als neue Leinwand betrachtet, die neue Möglichkeiten und Formen einer Malerei mit bewegten Bildern eröffnet. Verwandtschaften bestehen aber auch zum Experimentalfilm. Videokunst kann in Form einer raumgebundenen Videoinstallation auftreten, das Video kann Teil einer Rauminstallation sein, oder nicht raumgebunden, auf Unterhaltungsgeräten konsumierbar wie andere Medien.
1963 veränderte Nam June Paik in der Wuppertaler Galerie Parnass echte Fernsehbilder mit Hilfe starker Magneten so sehr, dass die Fernsehbilder zu gegenstandslosen Formen mutierten. Im selben Jahr entstand Wolf Vostells Sun in your head und die Smolin Gallery in New York zeigte Wolf Vostells Installation 6 TV-Dé-coll/agen, das heute zur Kunstsammlung des Museo Reina Sofía in Madrid gehört, und weitere TV-Dé-coll/agen von Wolf Vostell, bei denen der Empfang gestört, die Geräte zerstört oder mit Stacheldraht umwickelt und vergraben wurden. Ursprünglich wurde Sun in your head auf 16-mm-Film gedreht und 1967 auf Videofilm überspielt.

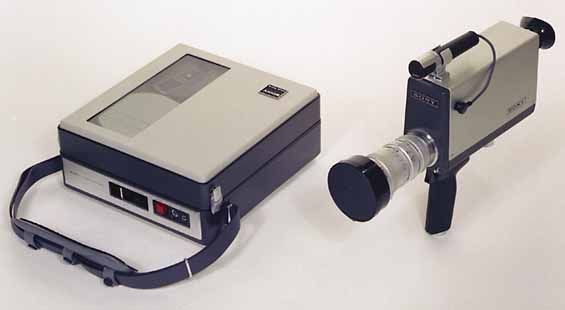
Sony Portapak

Die eigentliche Videokunst begann etwas später, als es tragbare Videoausrüstungen gab. Oft wird das Jahr 1965 als das Geburtsjahr der Videokunst angesehen. Im Oktober dieses Jahr erwarb Nam June Paik seine erste tragbare Videokamera, eine 18 kg schwere Sony Portapak, mit der er noch am Tag des Erhalts sein erstes Video gemacht haben soll. Er filmte den Verkehrsstau in New York City, der durch die Autokolonne von Papst Paul VI. verursacht wurde. Diese legendäre Darstellung gilt inzwischen als inkorrekt, da es auch andere, weniger bekannte Videokünstler gab, die schon vor ihm Videos machten, z. B. Juan Downey, Frank Gillette, Les Levine, Ira Schneider, aber auch Andy Warhol.
1969 fand in der Howard Wise Gallery in New York die erste zusammenfassende Ausstellung unter dem Titel „TV as a Creative Medium“ statt. In der Frühphase der Videokunst wurde meist ein mit der Videokamera aufgenommenes Bild dem Zuschauer direkt auf einem angeschlossenen Monitor präsentiert. Später fertigten die Künstler längere Videoproduktionen unter künstlerischen Aspekten an, um sie in Form von Installationen vorzuführen, bei denen die bewegten Bilder auf einer Vielzahl von Monitoren gezeigt wurden.
In Europa gilt Valie Exports Video „Facing a Family“ (1971) als eines der ersten Videokunstwerke, das im Fernsehen ausgestrahlt wurde. Das Kunstwerk, das ursprünglich in der österreichischen Sendung „Kontakte“ am 2. Februar 1971 gezeigt wurde, zeigt eine bürgerliche österreichische Familie, die abends fernsieht und sich dabei selbst auf dem TV-Bildschirm beobachtet.
Die wahrscheinlich erste museale Sammlung von Videokunst wurde ab 1974 durch Barbara London, eine junge Kuratorin am Museum of Modern Art in New York angelegt. Sie begann, Werke von Bruce Nauman, Nam June Paik und Joan Jonas zu Preisen um 250 US-Dollar zu kaufen.
Ein wichtiger Entwicklungsort für die Videokunst war außerdem die von Mike Steiner 1974 eröffnete Berliner Studiogalerie. Nach dem Vorbild des Studios Art/Tapes/22 in Florenz gegründet, war die Studiogalerie ein unabhängiges internationales Forum für Video und Performance, diente u. a. als Produktionsstätte für Videokunst und unabhängiger Ausstellungsort in Berlin. Ursprünglich als „Künstler-Selbsthilfe-Projekt“ ins Leben gerufen, wollte Steiner besonders die Videokunst in Berlin fördern.
1977 war Nam June Paik mit einer Videoinstallation auf der documenta 6 ebenso wie Wolf Vostell vertreten. Deutsche Videokünstler sind etwa Marcel Odenbach, Mike Steiner, Klaus vom Bruch, Ulrike Rosenbach, oder Julian Rosefeldt. Weitere Videokünstler sind die Amerikaner Bill Viola, Gary Hillmund und die Niederländerin Nan Hoover.

## Themen und Bezüge

### Performance
Performance- und Land-Art-Künstler nutzen das Medium Video oft, um ihre (eigentlichen) Arbeiten zu dokumentieren. Diese gehören strenggenommen nicht zur Videokunst; allerdings haben sich die Entwicklungen der verschiedenen Richtungen stark untereinander beeinflusst. Gerry Schum entwickelte ab 1968 verschiedene Formate, die unter den Namen Fernsehgalerie oder Videogalerie Filme von Künstlern versammelten und diese außerhalb der herkömmlichen Ausstellungssituationen präsentieren sollten, die für die neuen Kunstrichtungen unzureichend schienen. Schum zeigte vor allem Künstler der Land Art wie Robert Smithson oder Richard Long, aber auch Joseph Beuys und erste Filme von Gilbert and George.
Während Künstler wie Vito Acconci, Chris Burden oder Joan Jonas Video vorerst zur Dokumentation benutzten, wurden Themen und Techniken der Performancekunst – wie die Akzentuierung einzelner Handlungsabläufe oder des menschlichen Körpers selbst – durch Bruce Nauman, Gary Hill oder Nan Hoover explizit zur Grundlage von Videoarbeiten.

### Film

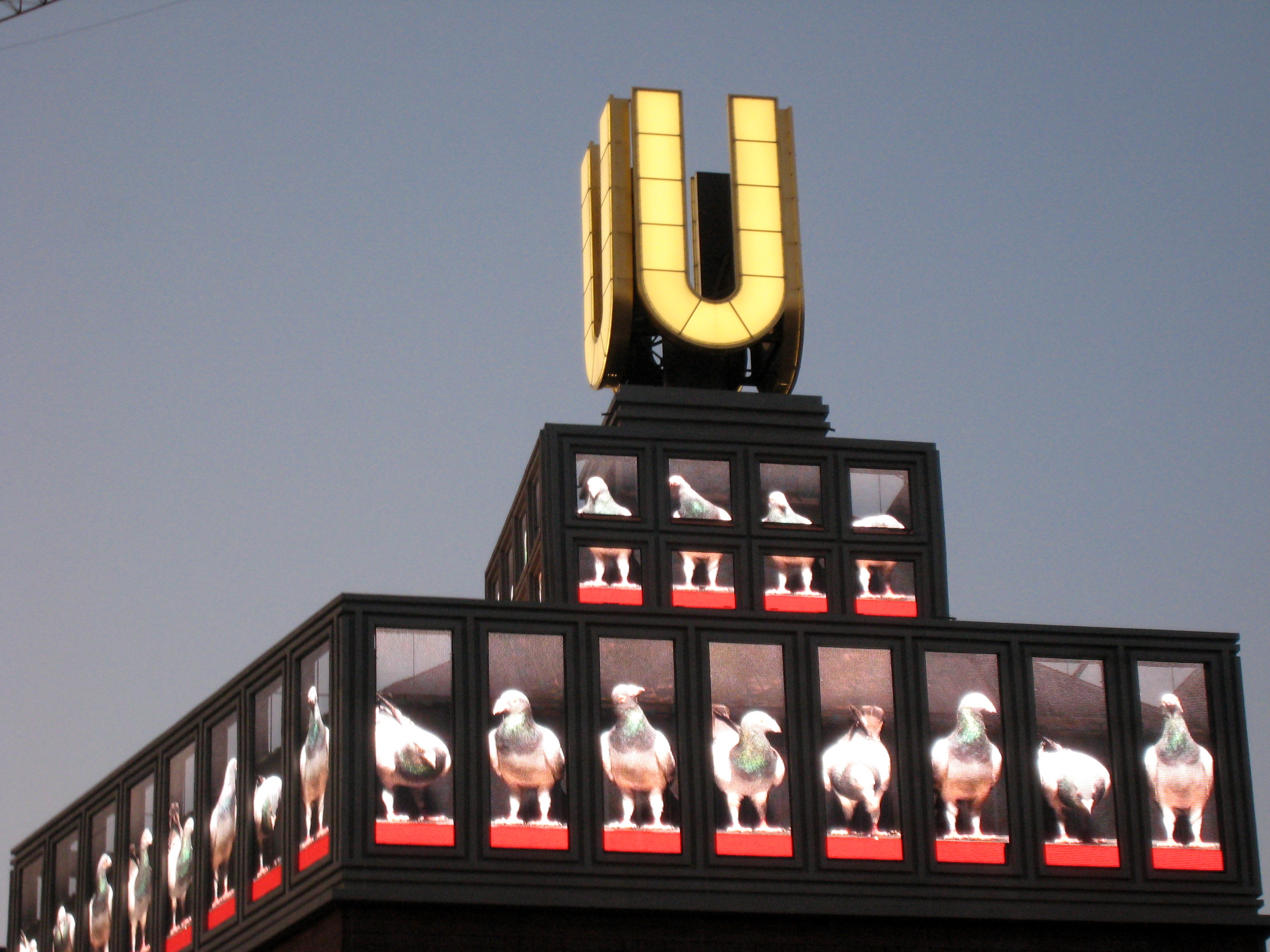
Videoinstallation Fliegende Bilder, Adolf Winkelmann

Die Übergänge zwischen Videokunst und experimentellem oder traditionellem Film sind fließend. Viele Videokünstler beschäftigen sich mit dem Medium und seinen Strukturen selbst; die erzählerischen Möglichkeiten oder Konventionen des Kinos werden dabei zum eigentlichen Thema. Exemplarisch dafür sind Arbeiten von Douglas Gordon – wie 24 Hour Psycho (1993), in der Alfred Hitchcocks Filmklassiker Psycho auf eine Laufzeit von 24 Stunden verlangsamt wird – oder von Künstlern wie Rodney Graham oder Isaac Julien, die typische Erzählmuster und Mythen des Hollywood-Kinos analysieren und mitunter persiflieren.
Im Frankreich der 60er Jahre kreiert Jean-Christophe Averty neben zahlreichen Musikvideos (u. a. für Gilbert Bécaud, Serge Gainsbourg und France Gall) auch Fernsehfilme, die als Experimente für Aufsehen sorgen (u. a. 1969 sein Sommernachtstraum). Für sein Videoschaffen erhält Videopionier Averty 1965 einen Emmy Award.
Auch die dokumentarischen Möglichkeiten des Films werden in der Videokunst weiterverfolgt, beispielsweise durch Steve McQueen, Tacita Dean, Diego Fiori und Olga Pohankova, oder Zarina Bhimji. Im Gegensatz zum traditionellen Dokumentarfilm wird in der Videokunst die ästhetische Wirkung oft hervorgehoben und durch Wiederholungen oder andere Manipulationen des Materials verstärkt.
Zwischen Videokunst und Musikvideo kann es ebenfalls zu Überschneidungen kommen; manche Künstler wie Pipilotti Rist inszenieren Videoarbeiten zu Musikstücken oder beziehen sich wie Candice Breitz auf die aus Musikvideos bekannten Bilder und Rollenmodelle. Der Regisseur Chris Cunningham hingegen, ursprünglich erfolgreicher Musikvideoregisseur, stellt seine Arbeiten wie Flex (2000) mittlerweile im Kunstkontext aus.
Oft werden die Zeitläufe oder auch das Bildformat in der Videokunst so weit verändert, dass das Kunstwerk in die Nähe des Tafelbilds gerückt wird. Bill Viola ordnete beispielsweise seine Projektionen Nantes Triptych (1992) und The City of Man (1997) als Triptychon an und stellt sie auch inhaltlich in den Kontext des religiösen Bilds. In The Greeting (1995) stellt er ein Gemälde des florentinischen Malers Jacopo Pontormo als in Zeitlupe verlangsamte Filmszene nach. Der belgische Künstler David Claerbout benutzt ähnliche Mittel, um das photographische Bild ins bewegte Bild zu übertragen.

### Technik, digitale Medien und künstliche Intelligenz
In der zeitgenössischen Kunst, die ihre Wurzeln in der Videokunst hat, aber korrekterweise der Computerkunst zuzuordnen ist, entstehen sowohl konzeptuelle Arbeiten, als auch Arbeiten mit Referenzen an die Popkultur (Musikvideo, Spielfilm), Video-Performances und Experimente mit visueller Wahrnehmung. Wenige Kultursender wie 3sat oder ARTE senden vereinzelt Videokunst-Nächte, ansonsten findet diese Kunstform – obwohl für das Medium Fernsehen prädestiniert – weiterhin eher im White Cube statt.
Weiterhin gibt es seit 2001 den ersten Videokunst-TV-Sender, „Souvenirs from earth“ (SFE) gegründet von dem französischen TV-Journalisten Laurent Krivine und Videokünstler Marcus Kreiss.
Die erhöhte Verfügbarkeit preiswerter Rechnerleistung führt dazu, dass sich das Spektrum der für Künstler verfügbaren digitalen Techniken deutlich erweitert. Neben Techniken wie Glitch, bei der Artefakte aus digitalen Zerstörungen als künstlerisches Gestaltungswerkzeug benutzt werden, kommt es bei der Erstellung von Videokunst nun auch zum Einsatz von Hochtechnologie, wie der KI (künstliche Intelligenz) und künstlichen neuronalen Netzen.
Als Pioniere können dabei die Franzosen Français Michel Bret, Edmond Couchot und die Französin Marie-Hélène Tramus gelten, die bei der Erschaffung ihrer Videokunstwerke La Plume, Le Pissenlit (1988) und La Funambule (2000), mit KI arbeiteten, sowie der Amerikaner Karl Sims, dessen Werke weniger als Videokunst zu verstehen sind, als Abbilder oftmals interaktiver und generativer Computersimulationen. Der Künstler Joseph Ayerle setzte für sein Videokunstwerk „Un'emozione per sempre 2.0“ 2018 ein künstliches neuronalen Netz ein, um Filmsequenzen des italienischen Filmstars Ornella Muti zu errechnen, die die echte Schauspielerin nie gespielt hat.
Am 23. Januar 2025 wurde von dem britischen Musiker, Singer-Songwriter und Videokünstler Peter Gabriel am 1. Dezember 2023 veröffentlichtes Studioalbum i/o das Projekt 50:50 für Videokunst gestartet, das eine fairere Aufteilung der Aufmerksamkeit und der Einnahmen zwischen dem Urheber der Musik (in diesem Fall Peter Gabriel) und denen der visuellen Elemente (also den Videokünstlern- oder Künstlergruppen) erreichen soll. Gabriel erschien es unfair, dass Musikproduzenten auf Plattformen wie YouTube den gesamten Gewinn einstreichen. Er gründete das Projekt 50:50 um eine gerechtere Verteilung zwischen Videoproduzenten und Musikproduzenten zu erreichen.

## Institutionen, Festivals
- Arsenal (Filminstitut)
- Neuer Berliner Kunstverein, Video-Forum
- Transmediale
- Videoart at Midnight
- Videonale
- ars electronica
- 50:50